# 코리아 주니어 스타 어워즈
코리아 주니어 스타 어워즈는 23세 이하 아역 및 청소년 연기자들을 대상으로 한 시상식이다. 제2회는 스포츠월드가 주최했다.  2008년 '대한민국 어린이 연기대상'으로 시작하여 2009년 제2회는 KJSA(코리아 주니어 스타 어워즈)로 표기한다.  2010년 제3회에는 '대한민국 어린이·청소년 연기대상'으로 명칭이 바뀌었다. 

## 역대 수상

### 2회 (2009년)
| 부문                     | 수상자         | 작품                      |
| ------------------------ | -------------- | ------------------------- |
| 대상                     | 왕석현         | 《과속스캔들》            |
| 특별상                   | 진구           | 《트럭》                  |
| 영화부문 대상            | 박보영         | 《과속스캔들》            |
| TV드라마부문 대상        | 정일우         | 《돌아온 일지매》         |
| 영화부문 남자 신인상     | 윤찬           | 《가벼운 잠》             |
| 영화부문 여자 신인상     | 김꽃비, 이아진 | 《똥파리》, 《가벼운 잠》 |
| TV드라마부문 남자 신인상 | 김현중         | 《꽃보다 남자》           |
| TV드라마부문 여자 신인상 | 한수아         | 《자명고》                |
| 공로상                   | 남기남 감독    |                           |